# Hieronim Oskierko
Hieronim Oskierko herbu własnego – szambelan Stanisława Augusta Poniatowskiego, chorąży dyneburski, poseł inflancki na Sejm Czteroletni w 1790 roku.